# Ragna Vorkinnslienová
Ragna Vorkinnslienová (nepřechýleně Ragna Vorkinnslien; * 1990) je norská politička, fotografka a konzultantka v oblasti komunikace.

## Životopis
V roce 2015 byla zvolena do městské rady Trondheimu a vedoucí skupiny za Rudou stranu a byla první kandidátkou v Sør-Trøndelag ve všeobecných volbách v roce 2017.
Vorkinnslienová stála za návrhem na zmrazení zřizování komerčních školek v Trondheimu, který městská rada přijala v lednu 2017. Spolu s SV také předložila návrh na zbavení striptýzových klubů licence na lihoviny, který byl rovněž přijat, ale později byl rozsudkem okresního soudu v Trøndelagu zamítnut. Jinak se vyznamenala politikou sociálního bydlení, zachováním Nyhavny jako průmyslové oblasti, proti rozvoji Trondheim Spektrum na Nidarø, a proti systému metrobusů, což skončilo tím, že Rødt opustil spolupráci na ekologickém balíčku.
Vorkinnslienová byla v Řecku jako dobrovolník na pomoc uprchlíkům.
V roce 2019 zaznamenal Rødt pokrok ze dvou na pět zástupců v městské radě. Vorkinnslienová odstoupila z Rødt v roce 2020 a strávila období v městské radě a předsednictví jako nezávislá zástupkyně.
Vorkinnslienová byla krajskou předsedkyní Studentské organizace. Byla také členkou představenstva Mental Health a Mental Health Youth.